# Gino Watkins
Henry George Watkins, detto Gino (Londra, 29 gennaio 1907 – Fiordo di Tuttilik, 20 agosto 1932), è stato un esploratore britannico e membro della Royal Geographical Society.

## Biografia
Nipote di Bolton Eyres-Monsell, 1° Visconte Monsell, Gino Watkins nacque a Londra e frequentò il Lancing College. Grazie a suo padre, che gli fece trascorrere lunghi periodi di vacanza sulle Alpi, nel Tirolo e nella regione inglese del Lake District, sviluppò sin da piccolo un grande amore per l'alpinismo e la vita all'aria aperta. Il suo interesse per l'esplorazione polare nacque durante il suo periodo di studio all'Università di Cambridge sotto la tutela di James Wordie e già nell'estate del 1927, a soli vent'anni, egli organizzò la sua prima spedizione, con destinazione Edgeøya.
Nel suo periodo a Cambridge, Watkins imparò anche a pilotare un aereo, divenendo uno dei primi membri del Cambridge University Air Squadron.
Nel 1928-9, Watkins guidò una spedizione nel Labrador nel corso della qual stabilì una base presso il villaggio di North West River ed esplorò tutta una serie di territori che non erano ancora mai stati cartografati, incluso il lago Snegamook.

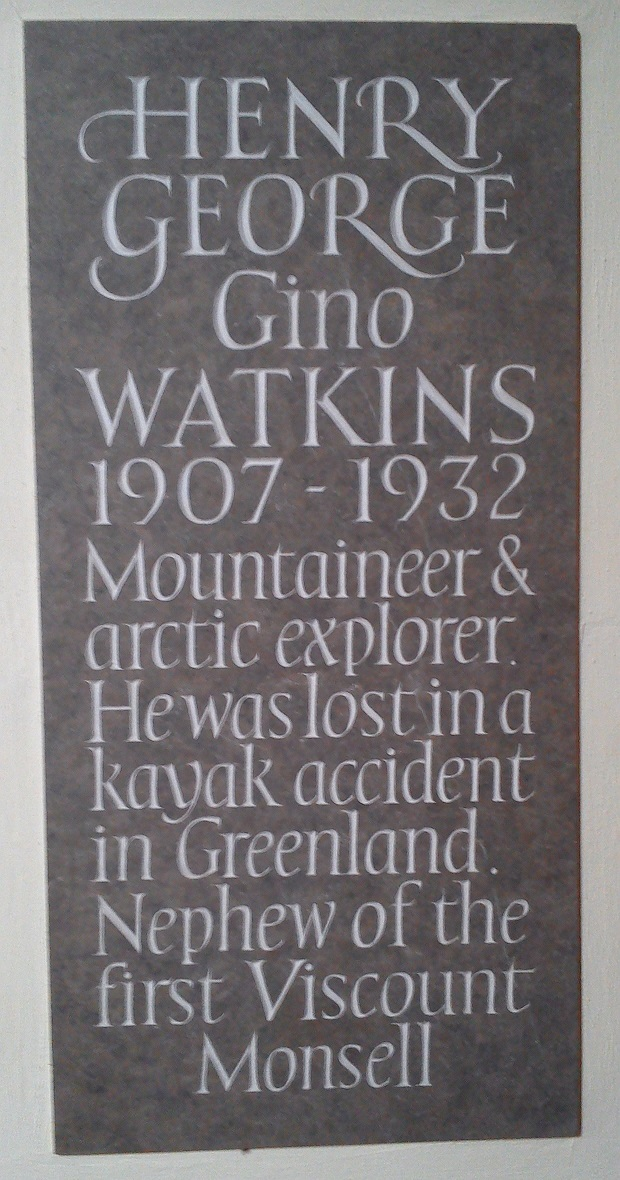
Un memoriale a Gino Watkins nella chiesa di San Pietro a Dumbleton, nel Gloucestershire.

La sua spedizione più importante fu senza dubbio la cosiddetta "Spedizione britannica per una rotta aerea Artica", svoltasi tra l'estate del 1930 e l'autunno del 1931. Watkins guidò un gruppo di quattordici uomini, tra cui era presente anche John Rymill, nella ricognizione ed esplorazione della costa orientale groenlandese, fino ad allora solo grossolanamente cartografata, e nella raccolta di dati climatici e meteorologici dalla costa all'entroterra inerenti alla cappa di ghiaccio groenlandese durante l'inverno artico. Il tutto era principalmente volto a valutare la possibilità di tracciare una rotta aerea più breve tra Regno Unito e Canada e di costruire una base aerea su suolo groenlandese che fungesse da eventuale scalo; in particolare la rotta proposta avrebbe dovuto attraversare l'Artide sorvolando le Isole Faroe, l'Islanda, la Groenlandia, l'isola di Baffin e la baia di Hudson e giungere finalmente a Winnipeg. Oltre a raggiungere i sopraccitati scopi, la spedizione scoprì anche l'intrusione di Skaergaard, e lo stesso Watkins assieme a due compagni, Percy Lemon e Augustine Courtauld, riuscì ad attraversare l'intera costa di Re Federico VI, nella parte meridionale dell'isola, compiendo un viaggio di circa 1.000 km ed arrivando sulla costa occidentale della Groenlandia.
La spedizione valse a Watkins la Medaglia del Fondatore della Royal Geographical Society, che gli fu consegnata al suo ritorno, nel 1932, e gli diede fama internazionale.
Dopo il tentativo di organizzare una spedizione per attraversare l'Antartide, fallito a causa dell'impossibilità di recuperare fondi sufficienti, Watkins prese nuovamente parte ad una spedizione in Groenlandia, la cosiddetta "Spedizione nella Groenlandia orientale del 1932-33". Anche questa volta Watkins fu posto al comando della spedizione, il cui equipaggio era stavolta solo di quattro persone, con lo scopo di continuare l'opera della precedente missione ed effettuare altri rilevamenti meteorologici per conto della compagnia aerea Pan American Airways, maggior finanziatore della spedizione.

L'impresa iniziò nel luglio 1932. Poco dopo essere arrivato in Groenlandia, il 20 agosto, Watkins perse la vita a soli 25 anni, durante una battuta di caccia alla foca nel fiordo di Tuttilik. Poco dopo la sua partenza per la caccia, i suoi compagni ritrovarono il suo kayak che galleggiava ribaltato, mentre il suo corpo non fu mai ritrovato.

## Onorificenze
Al ritorno dalla prima spedizione in Groenlandia, i membri della spedizione tornarono in Inghilterra passando prima dalla Danimarca e in entrambe le nazioni furono acclamati come eroi, in particolare Watkins fu insignito a Copenaghen della Medaglia Hans Egede e a Londra, come già detto, della Medaglia del Fondatore, un premio assegnato dalla Royal Geographical Society. Come tutti i membri della spedizione fu poi insignito della Medaglia Polare da re Giorgio V.
In onore di Gino Watkins è stato inoltre istituito il Gino Watkins Memorial Fund, un fondo che provvede al finanziamento dell'esplorazione polare gestito dalla Royal Geographical Society e dall'Università di Cambridge.
L'isola Watkins, in Antartide, e la dorsale di Watkins, la più alta catena montuosa groenlandese, sono state così chiamate in onore di Gino Watkins.